# Hoberg (Missouri)
Hoberg est un village du comté de Lawrence, dans le Missouri, aux États-Unis,. Situé au centre du comté, il est incorporé en 1927.

## Démographie
Lors du recensement de 2010, le village comptait une population de 56 habitants. Elle est également estimée, en 2016, à 56 habitants.

## Source de la traduction
- (en) Cet article est partiellement ou en totalité issu de l’article de Wikipédia en anglais intitulé « Hoberg, Missouri » (voir la liste des auteurs).